# Un cor per la pau
Un Cor per la Pau (en francès: Un Coeur Pour la Paix) és una associació francesa, que va ser creada el 2005 per la doctora Muriel Haïm, per ajudar els nens palestins malalts de cor i per aproximar a israelians i palestins, amb diverses accions conjuntes en matèria de sanitat i educació.
Un cor per la pau va néixer per una raó: els nens palestins que pateixen malformacions congènites del cor, necessiten ser operats, i no existeix un servei de cirurgia cardíaca pediàtrica a Cisjordània ni a la Franja de Gaza. Un cor per la pau, es va crear per organitzar i finançar un programa de prevenció i tractament infantil.
Encara que la pau entre tots dos pobles no s'ha aconseguit encara, aquests nens són la prova vivent de la cooperació entre metges israelians i palestins a Jerusalem i Cisjordània. La cooperació sorprèn als visitants, polítics i periodistes, que venen a descobrir el programa, que té lloc a l'Hospital Hadassah de Jerusalem.
Un cor per la pau, opera gratuïtament a nens palestins, que pateixen malformacions greus del cor, sovint mortals, a l'Hospital Hadassah de Jerusalem, això és possible, gràcies a la cooperació d'un equip de metges israelians i palestins que treballen junts.